# Alles-sur-Dordogne
Alles-sur-Dordogne is een gemeente in het Franse departement Dordogne (regio Nouvelle-Aquitaine) en telt 321 inwoners (1999). De plaats maakt deel uit van het arrondissement Bergerac.

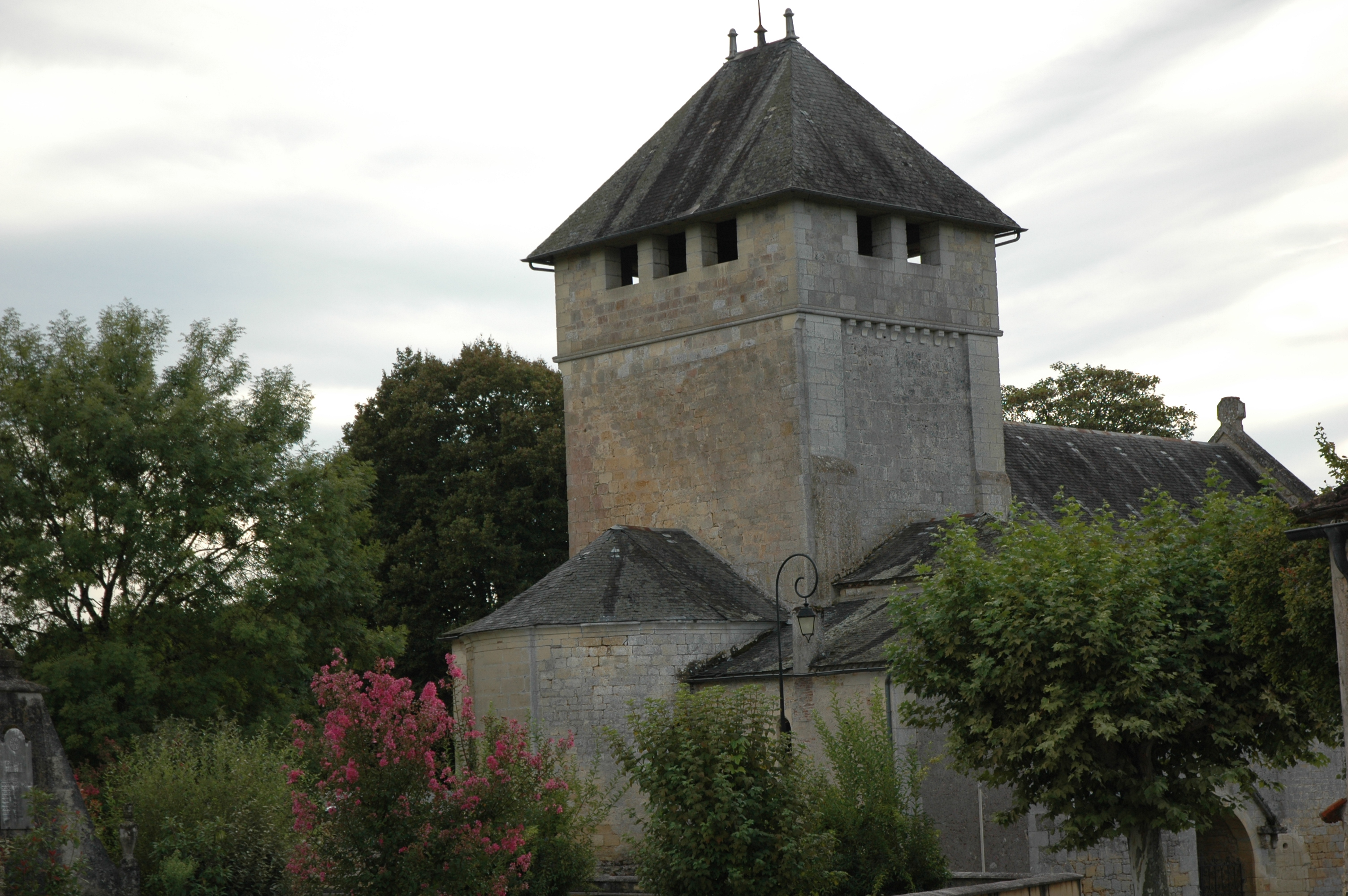

## Geografie
De oppervlakte van Alles-sur-Dordogne bedraagt 9,4 km², de bevolkingsdichtheid is 34,1 inwoners per km².
De onderstaande kaart toont de ligging van Alles-sur-Dordogne met de belangrijkste infrastructuur en aangrenzende gemeenten.

## Demografie
Onderstaande figuur toont het verloop van het inwonertal (bron: INSEE-tellingen).